# Équipe de France de futsal FIFA
Pour les articles homonymes, voir Équipe de France.
Maillots
Actualités
L'équipe de France de futsal, créée en 1997, est l'équipe nationale qui représente la France dans les compétitions internationales masculines de futsal, sous l'égide de la Fédération française de football (FFF). Elle consiste en une sélection des meilleurs joueurs français. Les joueurs sont traditionnellement appelés Les Bleus.
La sélection voit le jour à la fin des années 1990. Sa création entraîne la structuration du futsal en France. Celle-ci se fait lentement et l'équipe de France ne connaît pas de résultats probants. Fin 2017, les Bleus se qualifient pour la première compétition internationale de leur histoire et le Championnat d'Europe 2018.
Djamel Haroun, gardien emblématique de l'équipe de France, est recordman du nombre de sélections. Nombre qu'il repousse encore en 2020. Alexandre Teixeira est le meilleur buteur de la sélection avec 60 buts en autant de matchs.
Le coq gaulois est le symbole de l'équipe et ses couleurs sont celles du drapeau national, à savoir le bleu, le blanc et le rouge.

## Historique

### Genèse (1997-1998)
La création de l'équipe de France de futsal est liée au développement du futsal en Belgique, dont la Fédération cherche un adversaire pour un match amical de son équipe espoir (U21) en mars 1997. Pour cela, la Fédération royale belge de football se tourne vers son voisin français. Cette invitation contraint la Fédération française de football et sa Direction technique nationale (DTN) à créer son Équipe de France de football en salle. Jacques Devismes, responsable de la formation des éducateurs au sein de la DTN devient le premier sélectionneur et responsable de la Direction technique du football en salle.
Le premier rassemblement, issu d'une détection ciblée, a lieu à Wasquehal dans le Nord de la France où la discipline est connue par sa proximité avec la Belgique. Avec le futur footballeur professionnel Pascal Johansen, l'équipe de France de futsal démarre ainsi son histoire officielle le 17 mars 1997 à Mouscron, par une victoire en Belgique (1-3),.
Les mois à venir sont ensuite calmes. L'expérience sportive et les championnats sont inexistants. Avec le départ de Jacques Devismes pour l'AS Monaco en 1998, l’aventure française du futsal FIFA est mise entre parenthèses. En effet, les Bleus ne disputent aucun match entre mars 1997 et octobre 1998.
Pour la seconde moitié de l'année 1998, Aimé Jacquet devient directeur technique national. Il met en place un projet de développement du football français, dont le futsal, et nomme James Doyen sélectionneur de la nouvelle équipe. Mais celui-ci n'a pas de réels objectifs sportifs. Il souhaite promouvoir la discipline, alors inconnue, et répondre à la directive émanant des instances internationales (UEFA et FIFA).
La sélection s’inscrit aux éliminatoires de l’Euro 1999. Sans succès : défaites face à la Géorgie (8-4), la Biélorussie (6-4) et l’Italie (8-0). Les quatre premiers matchs sont donc autant de défaites.

### Lent développement (1999-2010)
« L’équipe de France avait été invitée au Tiger Five, un tournoi qui se déroule en 1999 à Singapour, avec des gains financiers pour le vainqueur », se souvient Jean-Pierre Sabani, gardien et capitaine de la sélection. Mais les organisateurs pensent inviter l’équipe de France de football, championne du monde un an plus tôt. Sur le terrain, la différence est grande entre l'équipe du Brésil, triple championne du monde en titre, et la France, qui n’a alors disputé que cinq rencontres, dont trois officielles. Le score est sans appel avec une défaite 11-1. Contre la Malaisie, les Bleus de futsal connaissent ensuite leur deuxièmes victoires en huit matchs d'existence (onze buts marqués et 44 buts encaissés).
Fin novembre 2001, la France accueille un tournoi à quatre nations à Maisons-Alfort dont elle termine dernière après une défaite contre le Belarus (1-2) le premier jour puis le lendemain dans le match pour la troisième place face à la Hongrie (2-7), lors du 1er tournoi international futsal seniors de France.
En janvier 2002, la France retrouve le terrain et termine de nouveau dernière d'un tournoi à quatre équipe en Grèce, après des défaites contre le pays hôte (4-3), l'Ukraine (2-9) et de nouveau les Hongrois (2-10). Le mois suivant, les Tricolores reçoivent la Grèce, la Lituanie et la Russie lors d'un Tournoi international à Andrézieux dont ils jouent la finale. Début novembre de la même année, en Tchéquie, les Bleus participent aux qualifications pour l'Euro 2003, après une tournée en Belgique et Espagne. Ils terminent derniers du groupe 6, avec deux défaites contre le pays hôte (5-1) puis la Croatie (4-1) avant un match nul contre la Bosnie-Herzégovine (4-4).

Début 2003, la France reçoit les équipes nationales de futsal de Belgique, Grèce et Russie lors d'une Coupe des quatre nations les 8 et 9 janvier 2003. Les Bleus battent les Grecs en demi-finale (3-2) avant de s'incliner en finale (4-8) contre les Belges.

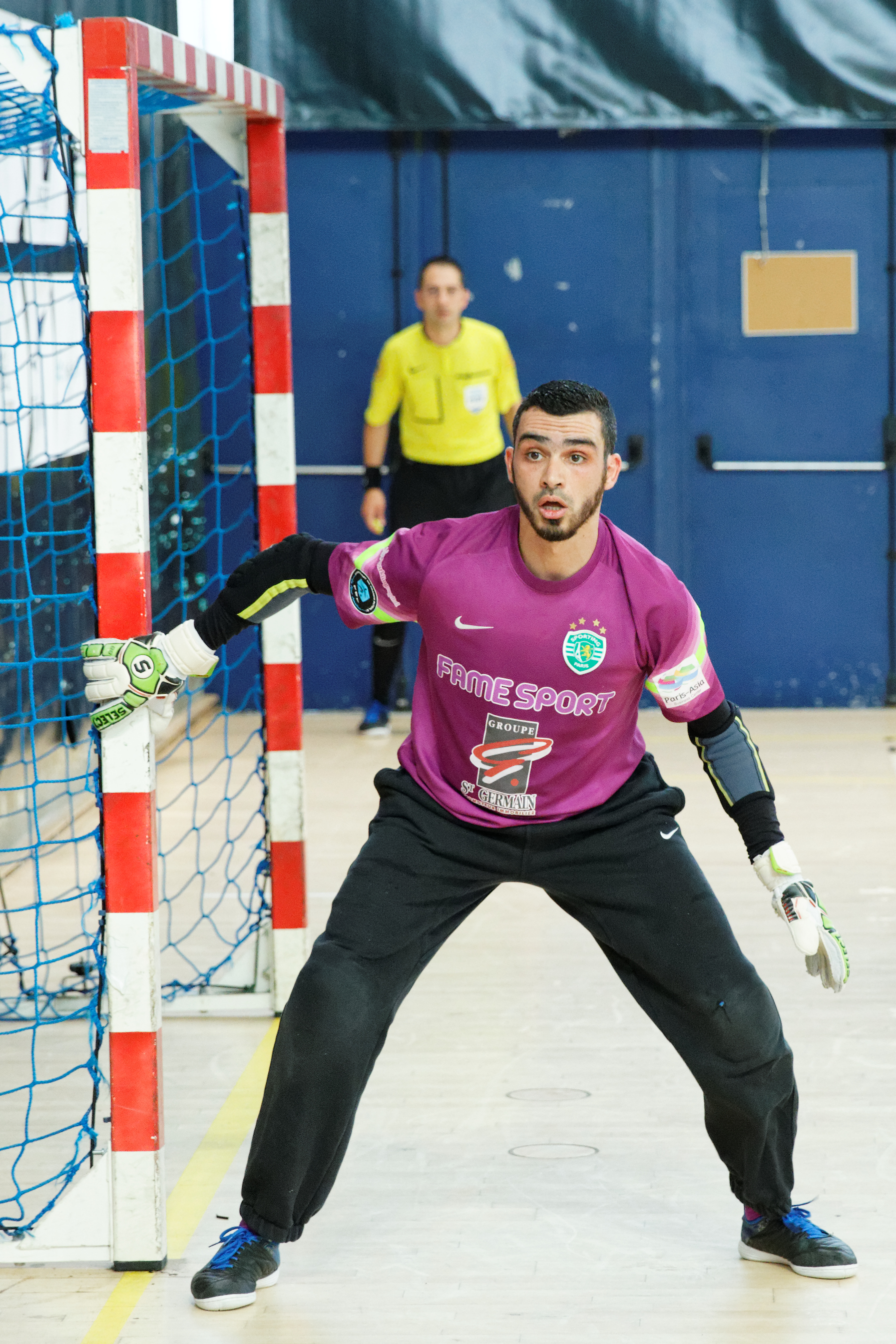
Djamel Haroun est le gardien des Bleus à partir de la seconde moitié des années 2000.

En 2004, Pierre Jacky, adjoint depuis la création de l'équipe nationale, prend les commandes de la sélection. Il construit l'équipe avec des joueurs de football traditionnel, complétée avec des « futsaleurs » de la Ligue du Nord qui jouent en Belgique. Le gardien Djamel Haroun fait partie de ces joueurs. Il garde les cages des Bleus durant plus de quinze ans et en devient le joueur le plus capé.
De 1997 à 2007, les Bleus comptent seulement six victoires pour plus de cinquante défaites en rencontres officielles.
En mars 2009, la France dispute les qualifications de l'Euro 2010. Elle s'incline d'abord face à la Slovénie (3-2) après avoir mené 2-0. Les joueurs de Pierre Jacky perdent ensuite contre le Monténégro (6-4). Enfin, les Bleus sont défaits par la Russie, alors 4e nation mondiale, lors du premier match télévisé de la sélection tricolore (0-2, sur Direct 8).

### Nouvelle génération de joueurs (2010-2016)
Lors de la saison 2010-2011, l'équipe de France est en pleine restructuration, avec les débuts internationaux notamment d'Azdine Aigoun, Adrien Gasmi, Yassine Mohammed. La sélection participe à la Coupe méditerranéenne à Tripoli en novembre 2010. Portée par Alexandre Teixeira auteur de douze buts en six matchs, elle se classe quatrième sur seize nations, battue deux fois par la Slovénie. En février 2011, les Bleus remportent le groupe D du tour préliminaire de qualification pour l'Euro 2012. Ils sont ensuite défaits trois fois par l'Espagne (4-0), l'Azerbaïdjan (4-2) et le Kazakhstan (2-0) et terminent dernier de la poule 1 du tour principal.
Lors de la phase qualificative pour la Coupe du monde de 2012 mi-décembre 2011, la France se qualifie en tant que meilleur 2e des sept poules du tour préliminaire de la zone européenne. Mais l'équipe ne parvient pas à se qualifier pour le Mondial, enregistrant deux défaites face à la Slovaquie (3-1) et le Portugal (6-0) contre une victoire face à la Lituanie (3-2), ce qui la laisse troisième de son groupe au tour principal.
L'année suivante, la France décroche son ticket pour le tour principal de qualifications de l'Euro 2012 après ses victoires 6-1, 3-1 et 2-1 respectivement face à Malte, la Lituanie et la Bulgarie. Ce tour principal se déroule fin février 2012 en Azerbaïdjan avec l'équipe d'Espagne, du Kazakhstan et du pays hôte. Les Français subissant trois défaites et ne participent pas à la compétition.
Au début de l'année 2013, la sélection nationale reçoit, à Nice du 23 au 26 janvier, le tour préliminaire de qualification à l'Euro 2014. Victorieux des deux premières rencontres face à Saint-Marin (12-0), plus large victoire de l'histoire, et Gibraltar (6-2), les Bleus font match nul contre le Monténégro, premier de la poule à la différence de but, et lui laisse l'unique billet pour le tour principal.
Fin octobre 2014, les Bleus se rendent en Bosnie pour y disputer une double confrontation amicale face à la sélection hôte. Ils en ramènent une victoire (2-7) et une défaite (3-2). Début décembre, la France reçoit la Grèce à Laval pour deux autres matchs amicaux pour autant de larges victoires (6-1 et 7-2).
En janvier 2015, après deux victoires en amical contre la Finlande en Alsace (5-2 puis 5-4), les Bleus disputent le tour préliminaire de l'Euro 2016,. Trois victoires face à Saint-Marin (5-1), l'Albanie (5-2) et la Moldavie (4-2) les qualifient pour le tour principal. Mais deux défaites lors de ce dernier en mars, face à la République tchèque (3-5) et la Slovénie (2-11), les empêchent d'accéder à la phase finale du tournoi.
Fin 2015, la France remporte le groupe C du tour préliminaire de qualification pour la Coupe du monde 2016. Elle remporte les trois matchs contre Malte (8-2), l'Albanie (1-0) et la Lituanie (6-0). Les Tricolores sont ensuite derniers du groupe 5 du tour principal, après avoir accroché la Slovénie (2-2) et perdu contre la République tchèque (3-2) et le Kazakhstan (4-2).

### Montée en puissance (2017-2021)
Fin septembre 2017, en barrage pour l'Euro 2018, les Français affrontent la Croatie. Après le match nul 1-1 à domicile, les Bleus s'imposent 4-5 à l'extérieur, grâce à un triplé de Landry N'Gala et se qualifient pour le premier tournoi international de l'histoire du futsal français,. Les Bleus, seuls amateurs de la compétition, sont entre autres emmenés par Samir Alla, Landry N'Gala, Kévin Ramirez et le gardien emblématique Djamel Haroun. Lors du premier match de poule, les Tricolores tiennent en échec l'Espagne (4-4), championne d’Europe en titre et septuple vainqueur de l’épreuve, après avoir même mené 1-0, 2-1 puis 4-2. Mais les Tricolores perdent le deuxième match face à l'Azerbaïdjan, qui s'incline ensuite contre les Espagnols. Seule équipe sans victoire, la France est éliminée.
Lors des qualifications pour la Coupe du monde 2020, les Bleus font partie des seize meilleures nations européennes et donc font leur entrée au tour principal. Celui-ci a lieu à domicile et la France termine deuxième devant la Belgique (5-3) et la Suisse (3-1) et derrière la Serbie (4-5), et se qualifie pour le Tour élite pour la première fois de l'histoire. En Serbie, l'équipe de France s’incline face à l'Espagne (1-3) et l'équipe serbe (2-4), entraînant son élimination de la course au Mondial et la troisième place de son groupe.

### Premiers trophées et Coupe du monde (depuis 2021)
À l'été 2021, Pierre Jacky se retire de la tête de la sélection et est remplacé par Raphaël Reynaud, ex-sélectionneur des U21 français et alors en poste sur les U19 ainsi que directeur du nouveau Pôle France depuis 2018. Dès la première saison, les Bleus connaissent une victoire en Italie en novembre 2021, constituant la première victoire sur une nation du Top 10 mondial, puis deux tournois remportés aux Pays-Bas (Tournoi des 4 nations) en décembre et en Croatie (Umag Futsal Nations Cup) en janvier 2022. L'équipe enchaîne sept victoires consécutives avec un premier succès face à la Slovénie (en dix rencontres) lors d'un tournoi amical à Toulon, ce qui constitue la meilleure série de son histoire. Grâce à cette victoire, l'équipe gagne deux places au classement mondial pour passer au 19e rang et intègre pour la deuxième fois le Top 20 mondial. La France enchaîne par son premier accueil du Brésil, numéro 1 mondial et quintuple champion du monde, et une courte défaire (2-3),.
La saison 2022-2023 voit la tenue du tour principal des qualifications pour la Coupe du monde 2024 opposant la France (17e au classement mondial, meilleure performance de son histoire) à la Serbie et la Norvège. Dans une salle de Laval à guichet fermé (3 200 places), les Bleus débutent en étrillant la Norvège (9-1),. Lors de la seconde journée en Serbie, la France réalise seulement le deuxième 0-0 de son histoire, après France-Italie le 26 janvier 2018, alors aussi le dernier match où les Bleus n'ont pas inscrit au moins un but. L’équipe de France de Futsal remporte son groupe et se qualifie pour le Tour Élite, pour la deuxième fois d’affilée et de son histoire, en dominant pour la première fois de son histoire la Serbie (2-0),,. En avril 2023, les Bleus participent à un tournoi organisé par la Fédération marocaine de football en compagnie de la Croatie, du Japon et du Maroc et termine la saison par une tournée au Paraguay et deux matchs amicaux contre la sélection locale.
Lors du second semestre 2023, les Bleus disputent le tour élite de qualification pour le Mondial 2024. Membre du chapeau 3, la France hérite de la Croatie, qu'elle bat deux fois en cinq jours, avant les matchs retours contre la Slovaquie et en Allemagne. Un seul succès suffit aux Bleus pour s'assurer la tête du groupe et la qualification, acquis par la large victoire face à la Slovaquie (7-1). La France, première du groupe C, obtient le deuxième meilleur total de points du Tour élite (16 pts) derrière le Kazakhstan, seul à faire un sans-faute. En avril 2024, pour leur 250e match officiel, les Bleus gagne pour la première fois de leur histoire contre le Brésil (2-3), lors d'un tournoi amical remporté en Lituanie.
En juin 2024, en tournée de fin de saison au Costa Rica pour préparer pour le Mondial, les Bleus obtiennent un nul (3-3) et étirent leur série d'invincibilité à douze matches, un record dans l'histoire de l'équipe de France de futsal.
Les Bleus disputent leur premier Mondial, en Ouzbékistan du 14 septembre au 6 octobre 2024.

## Résultats

### Palmarès
Le palmarès de l'équipe de France est vierge de compétitions officielles.
En 2010, les Bleus terminent troisièmes de la Coupe méditerranéenne.
En décembre 2021, la victoire lors du premier Tournoi des quatre nations aux Pays-Bas (contre la Belgique et les Néerlandais, engagés dans l'Euro 2022, et l'Allemagne) est considéré comme le premier titre de leur histoire de l'équipe de France de futsal. Le mois suivant, les Bleus enchaînent en remportant l'Umag Nations Futsal Cup, organisée en Croatie, contre l’Ouzbékistan sur le Monténégro.

### Parcours dans les compétitions internationales

#### Coupe du monde
| Année     | Position             | J                    | G                    | N                    | P                    | BP                   | BC                   | diff                 | Qualifications       |
| --------- | -------------------- | -------------------- | -------------------- | -------------------- | -------------------- | -------------------- | -------------------- | -------------------- | -------------------- |
| 1989      | Équipe non-existante | Équipe non-existante | Équipe non-existante | Équipe non-existante | Équipe non-existante | Équipe non-existante | Équipe non-existante | Équipe non-existante | Équipe non-existante |
| 1992      | Équipe non-existante | Équipe non-existante | Équipe non-existante | Équipe non-existante | Équipe non-existante | Équipe non-existante | Équipe non-existante | Équipe non-existante | Équipe non-existante |
| 1996      | Équipe non-existante | Équipe non-existante | Équipe non-existante | Équipe non-existante | Équipe non-existante | Équipe non-existante | Équipe non-existante | Équipe non-existante | Équipe non-existante |
| 2000      | Non qualifié         | Non qualifié         | Non qualifié         | Non qualifié         | Non qualifié         | Non qualifié         | Non qualifié         | Non qualifié         | 6e sur 6             |
| 2004      | Non qualifié         | Non qualifié         | Non qualifié         | Non qualifié         | Non qualifié         | Non qualifié         | Non qualifié         | Non qualifié         | 4e sur 4             |
| 2008      | Non qualifié         | Non qualifié         | Non qualifié         | Non qualifié         | Non qualifié         | Non qualifié         | Non qualifié         | Non qualifié         | forfait (en)         |
| 2012      | Non qualifié         | Non qualifié         | Non qualifié         | Non qualifié         | Non qualifié         | Non qualifié         | Non qualifié         | Non qualifié         | tour principal (en)  |
| 2016      | Non qualifié         | Non qualifié         | Non qualifié         | Non qualifié         | Non qualifié         | Non qualifié         | Non qualifié         | Non qualifié         | tour principal (en)  |
| 2020 2021 | Non qualifié         | Non qualifié         | Non qualifié         | Non qualifié         | Non qualifié         | Non qualifié         | Non qualifié         | Non qualifié         | tour élite           |
| 2024      | 4e place             | 7                    | 4                    | 0                    | 3                    | 24                   | 23                   | +1                   | tour élite           |

#### Championnat d'Europe
| Année | Position             | J                    | G                    | N                    | P                    | BP                   | BC                   | diff                 | Qualifications         |
| ----- | -------------------- | -------------------- | -------------------- | -------------------- | -------------------- | -------------------- | -------------------- | -------------------- | ---------------------- |
| 1996  | Équipe non-existante | Équipe non-existante | Équipe non-existante | Équipe non-existante | Équipe non-existante | Équipe non-existante | Équipe non-existante | Équipe non-existante | Équipe non-existante   |
| 1999  | Non qualifié         | Non qualifié         | Non qualifié         | Non qualifié         | Non qualifié         | Non qualifié         | Non qualifié         | Non qualifié         | 4e sur 4 (es)          |
| 2001  | Non qualifié         | Non qualifié         | Non qualifié         | Non qualifié         | Non qualifié         | Non qualifié         | Non qualifié         | Non qualifié         | 4e sur 4 (es)          |
| 2003  | Non qualifié         | Non qualifié         | Non qualifié         | Non qualifié         | Non qualifié         | Non qualifié         | Non qualifié         | Non qualifié         | 4e sur 4 (es)          |
| 2005  | Non qualifié         | Non qualifié         | Non qualifié         | Non qualifié         | Non qualifié         | Non qualifié         | Non qualifié         | Non qualifié         | 3e sur 4 (de)          |
| 2007  | Non qualifié         | Non qualifié         | Non qualifié         | Non qualifié         | Non qualifié         | Non qualifié         | Non qualifié         | Non qualifié         | 3e sur 4 (it)          |
| 2010  | Non qualifié         | Non qualifié         | Non qualifié         | Non qualifié         | Non qualifié         | Non qualifié         | Non qualifié         | Non qualifié         | 4e sur 4 (en)          |
| 2012  | Non qualifié         | Non qualifié         | Non qualifié         | Non qualifié         | Non qualifié         | Non qualifié         | Non qualifié         | Non qualifié         | tour principal (en)    |
| 2014  | Non qualifié         | Non qualifié         | Non qualifié         | Non qualifié         | Non qualifié         | Non qualifié         | Non qualifié         | Non qualifié         | tour préliminaire (en) |
| 2016  | Non qualifié         | Non qualifié         | Non qualifié         | Non qualifié         | Non qualifié         | Non qualifié         | Non qualifié         | Non qualifié         | tour principal (en)    |
| 2018  | Phase de groupes     | 2                    | 0                    | 1                    | 1                    | 7                    | 9                    | -2                   | barrage (en)           |
| 2022  | Non qualifié         | Non qualifié         | Non qualifié         | Non qualifié         | Non qualifié         | Non qualifié         | Non qualifié         | Non qualifié         | 3e sur 4               |
| 2026  | à venir              | à venir              | à venir              | à venir              | à venir              | à venir              | à venir              | à venir              | 1er sur 4              |

### Classement mondial et européen
Avant 2016, l'équipe de France de futsal n’a jamais atteint le Top 30 mondial au Classement mondial de futsal. En avril 2005, les Bleus sont 33es au classement européen. Début janvier 2012, la France pointe au 44e rang mondial. En octobre 2013, la France est 42e au classement FIFA. En septembre 2019, les Bleus pointent à la 17e place.
En avril 2022, à la suite d'une série de sept victoires consécutives, l'équipe gagne deux places au classement mondial pour passer au 19e rang et intègre pour la deuxième fois de son histoire le Top 20 mondial. En septembre de la même année, les Bleus de Raphaël Reynaud passent du 18e au 17e rang, ce qui constitue le meilleur classement de leur histoire, après une victoire (4-0) contre la Croatie en amical. En mars 2023, les Bleus sont seizièmes au Futsal World Ranking, la hiérarchie officieuse de la discipline (aucun classement FIFA n’existe) et huitième au niveau européen. En fin d'année, au bout de deux ans à la tête de l'équipe, Reynaud participe à faire passer les Bleus de la 21e à la 6e place au classement européen.
| Année               | 2009 | 2010 | 2011 | 2012 | 2013 | 2014 | 2015 | 2016 | 2017 | 2018 | 2019 | 2020 | 2021 | 2022 | 2023 |
| ------------------- | ---- | ---- | ---- | ---- | ---- | ---- | ---- | ---- | ---- | ---- | ---- | ---- | ---- | ---- | ---- |
| Classement mondial  | 65   | 54   | 44   | 45   | 39   | 37   | 36   | 32   | 20   | 18   | 20   | 22   |      | 16   | 12   |
| Classement européen |      |      | 22   | 20   | 19   | 20   | 20   | 20   | 12   | 12   | 13   | 15   |      | 9    | 6    |

| Légende du classement mondial : | de 1 à 25 | de 26 à 50 | de 51 à 209 |

| Légende du classement européen : | de 1 à 15 | de 16 à 30 | de 31 à 55 |

## Infrastructures

### CNF Clairefontaine

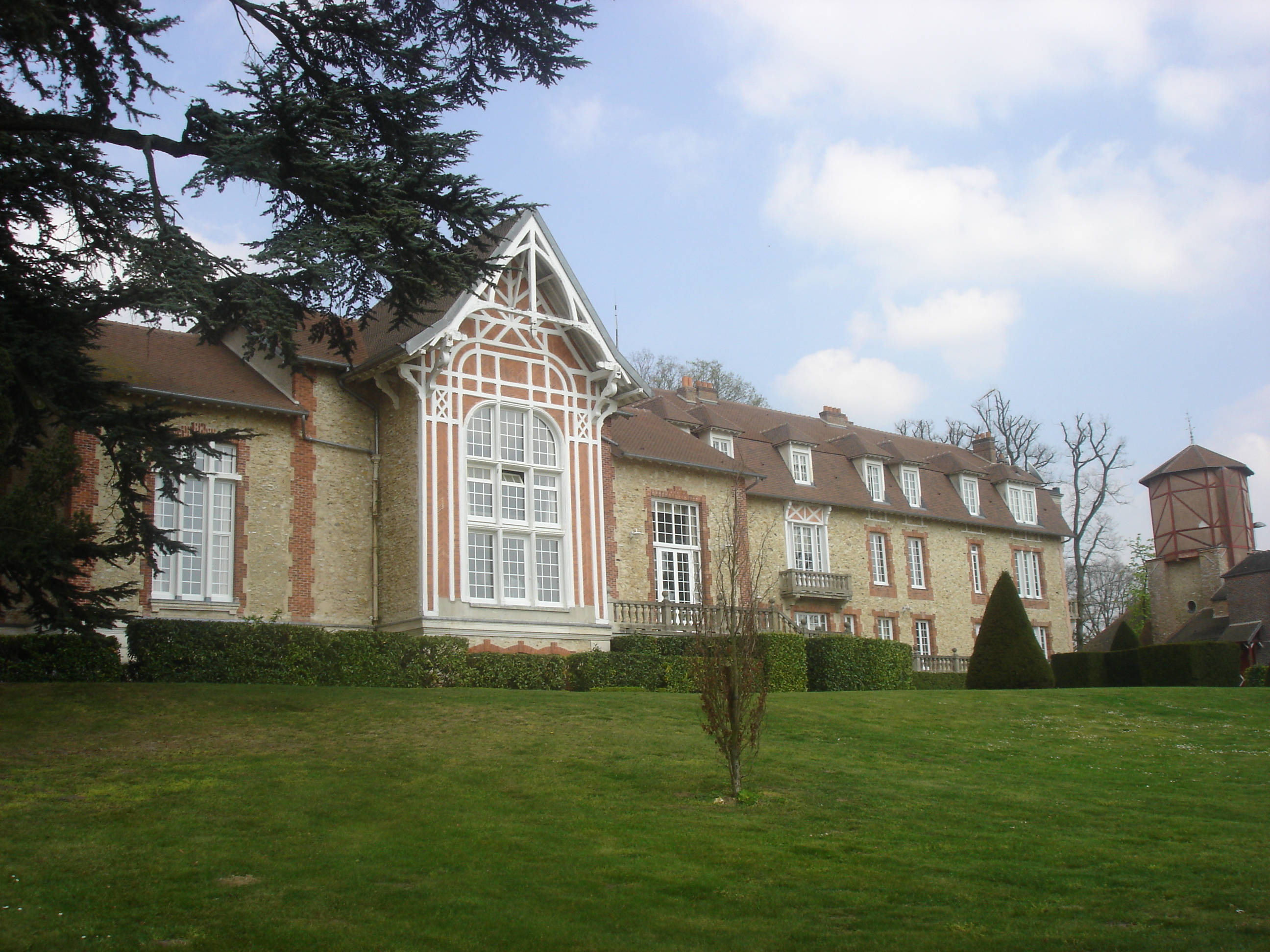
Clairefontaine.

Lors des phases de préparation l'équipe de France s’entraîne au Centre technique national Fernand-Sastre situé à Clairefontaine-en-Yvelines. Carrefour technique du football français, le CTN est inauguré en 1988 par François Mitterrand.
Les joueurs bénéficient du gymnase aux normes du Futsal et permettant la pratique de sports « indoor », d'une salle de musculation et du centre médical labellisé FIFA Medical Centre of Excellence.

### Salles
Fin 2022, l'équipe de France de futsal dispute ses premiers matchs à l'Espace Mayenne situé à Laval. Philippe Lafrique, chef de délégation de la sélection, explique : « le site de Laval répond parfaitement au cahier des charges pour des prestations de l'équipe de France de futsal. Il nous fallait effectivement une salle pas trop éloignée de Paris, une salle à taille humaine. Et puis, il nous fallait aussi une locomotive en local, un club avec une culture futsal », l'Étoile lavalloise. Il ajoute « ce que souhaite notamment le sélectionneur (Raphaël Reynaud), c'est de pouvoir se poser sur une campagne de qualification sur un site pour que les joueurs aient des repères. Donc, c'est un objectif d'être en résidence sur cette salle pour avoir nos habitudes et ne pas changer à chaque fois ». Le dernier match décisif du tour principal des qualifications pour le Mondial 2024 face à la Serbie se joue aussi à l'Espace Mayenne début mars 2023.

## Personnalités

### Sélectionneurs
| Année       | Nom              |
| ----------- | ---------------- |
| 1997-1998   | Jacques Devismes |
| 1998 à 2004 | James Doyen      |
| 2004 à 2021 | Pierre Jacky     |
| depuis 2021 | Raphaël Reynaud  |

Jacques Devismes est joueur dans les années 1950-1960 avant de devenir conseiller technique régional de la ligue de Picardie de 1971 à 1992. Il est ensuite entraîneur national jusqu'en 1998, notamment observateur de l'Euro 1992 avec Aimé Jacquet. Il élabore, entre autres, la préparation athlétique de l'équipe de France en 1997 en collaboration avec le Docteur Ferret et Roger Lemerre. Au moment de la création de l'équipe de France de futsal la même année, la Fédération française de football en donne la direction à Jacques Devismes. Il intègre ensuite rapidement l'AS Monaco, à l'été 1998, comme entraîneur de l'équipe espoirs puis préparateur physique, et publie plusieurs livres à ce sujet.
Aimé Jacquet, arrivé au poste de directeur technique national, nomme James Doyen comme nouveau sélectionneur. Doyen est auparavant l'adjoint de Jacquet en équipe de France des moins de 17 ans de football en 1991-1992. James Doyen se souvient de sa nomination : « Lors du premier séminaire de la Direction Technique, au mois d’Août (1998), (...) Aimé Jacquet me demande de prendre en charge le projet de développement du Futsal. (...) Je connaissais peu le futsal, mais j’avais déjà, comme beaucoup de footballeurs, pratiqué le football en salle ». James Doyen prend la charge de l’animation des conseillers techniques régionaux et départementaux pour lesquels il organise des séminaires. Mais il n'a pas de réels objectifs sportifs et préfère promouvoir cette discipline inconnue et de répondre à la directive émanant des instances internationales de l'UEFA et de la FIFA. Il conserve ce poste pendant six ans, sans pouvoir combler les lacunes techniques et tactiques de la sélection, qui accumule de nombreuses défaites. James Doyen est membre de la Direction technique nationale et formateur FIFA pour les entraîneurs de haut niveau de futsal.
Après un passé de joueur de D3 à Vauban Strasbourg, Pierre Jacky commence à entraîner au milieu des années 1980 avec la sélection de Saint-Pierre-et-Miquelon (1984), puis la celle des Comores (1985), avant de devenir conseiller technique régional (CTR) de la Ligue d'Alsace de football. Une dizaine d'années plus tard, au moment de la création de la sélection de futsal, la FFF pense à lui pour intégrer l'encadrement technique des Bleus en raison de son passé de joueur de football en salle durant les trêves hivernales en Alsace. Adjoint de Jacques Devismes puis James Doyen, il prend finalement la tête de la sélection en 2004, à mi-temps avec son poste de CTR,. David Méresse est l'adjoint de Jacky jusqu'à l'été 2015. À partir de 2017, Pierre Jacky travaille à temps plein pour le futsal français. Contrairement aux sélectionneurs de football, Pierre Jacky a un rôle plus élargi qu'il définit en 2019 : « Je dois mettre en place des structures de formation et des filières d'accès à haut niveau, monter des écoles dans les clubs et former des éducateurs pour l'obtention obligatoire d'un diplôme national afin de coacher en D1 ou D2 ». À la rentrée 2021, Pierre Jacky laisse la main et devient responsable de l’ensemble des sélections à la DTN, pour la fédération, avant de faire valoir ses droits à la retraite en 2022. Jacky dirige les Bleus durant 216 matches entre 2004 et 2021 et 17 ans à la tête de l'équipe.
Ex-sélectionneur des U21 français et alors en poste sur les U19 ainsi que directeur du nouveau Pôle France depuis 2018, Raphaël Reynaud prend la responsabilité de la sélection A, tout en gardant celle du Pôle France,. Ancien basketteur devenu plus tard entraîneur en football à onze à Blavozy et Mende, il a aussi été conseiller technique au District de Haute-Loire. Autour de lui, le staff technique évolue avec la retraite des terrains de Djamel Haroun, qui devient sélectionneur adjoint, et l'arrivée d'un préparateur physique spécifique, Arnaud Gaillard. Après vingt matchs, Reynaud cumule dix-sept victoires, un nul et deux défaites.

### Joueurs notables
| Joueur             | Période     |
| ------------------ | ----------- |
| Joël Fréchet       | 1998        |
| Jean-Pierre Sabani | 1999        |
| Fernando Da Cruz   | 2000-2006   |
| Stéphane Basson    | 2006-2013   |
| Mustapha Otmani    | 2013-2015   |
| Djamel Haroun      | 2015-2021   |
| Kévin Ramirez      | 2021-2024   |
| Souheil Mouhoudine | depuis 2024 |

Joël Fréchet est le premier capitaine de l’équipe de France lors de son redémarrage fin 1998. En décembre 1999, Jean-Pierre Sabani est gardien de but et capitaine de la sélection invitée à un tournoi à Singapour contre le Brésil notamment. Fernando Da Cruz est ensuite le capitaine de l’équipe de France de futsal entre 1998 et 2006. Stéphane Basson est dit capitaine de 2000 à 2013 par la FFF,. Otmani devient alors capitaine pour ses trois dernières années en sélection. En août 2015, Djamel Haroun connaît ses débuts comme capitaine alors qu'il est le gardien de but titulaire de l'équipe et bientôt le recordman de sélection devant Stéphane Basson. Haroun est le gardien-capitaine de la première équipe de France à se qualifier pour une phase finale de compétition, l'Euro 2018. À la suite de la retraite d'Haroun à l'été 2021, Kévin Ramirez est nommé capitaine de l'équipe de France. Ramirez n'est pas sélectionné lors de la saison 2023-2024 à la suite de son départ en Arabie, Abdessammad Mohammed assure l’intérim du capitanat. Ramirez récupère le brassard à son retour en juin 2024.
| #                        | Joueur              | Période     | Sél. |
| ------------------------ | ------------------- | ----------- | ---- |
| 1                        | Djamel Haroun       | 2005 - 2021 | 151  |
| 2                        | Sid Belhaj          | depuis 2012 | 145  |
| 4                        | Abdessamad Mohammed | depuis 2013 | 119  |
| 5                        | Kévin Ramirez       | 2014 - 2024 | 113  |
| 3                        | Stéphane Basson     | 2000 - 2013 | 110  |
| mise à jour : 14/04/2025 |                     |             |      |

Les joueurs les plus capés de l'histoire de l'équipe de France de futsal sont tous capitaine des Bleus lors de leur carrière internationale. En octobre 2019, Djamel Haroun devient le recordman de sélections en équipe de France de futsal avec 118 capes, devançant Stéphane Basson (capitaine entre 2000 et 2013). Au terme de sa carrière internationale, Haroun hisse son record à 151 sélections. En juin 2024, le meilleur buteur de l'histoire des Bleus, Abdessammad Mohammed devient le quatrième français à atteindre les cents capes,,.
| #                        | Joueur              | Période     | Buts | ratio |
| ------------------------ | ------------------- | ----------- | ---- | ----- |
| 1                        | Abdessamad Mohammed | depuis 2013 | 86   | 0,72  |
| 2                        | Alexandre Teixeira  | 2007 - 2020 | 60   | 0,92  |
| 3                        | Souheil Mouhoudine  | depuis 2016 | 61   | 0,54  |
| 4                        | Mustapha Otmani     | 2007 - 2015 | 51   | 0,52  |
| 5                        | Kamel Hamdoud       | 2008 - 2018 | 47   | 0,55  |
| mise à jour : 14/04/2025 |                     |             |      |       |

En Équipe de France de 2007 à 2020, Alexandre Teixeira inscrit soixante buts en 65 matches et se hisse au rang de meilleur buteur de l'histoire de la sélection. Début mars 2023, Abdessammad Mohammed inscrit son soixantième but avec les Bleus et égale cette performance, qu'il dépasse amplement lors de la suite de sa carrière internationale.

#### Footballeurs, les premiers joueurs
La première sélection est mise en place en 1997. Une détection est organisée au sein de quelques Ligues régionales de football où se joue du football en salle (Alsace, Nord-Pas de Calais et Rhône-Alpes) qui permet de sélectionner un groupe de joueurs de football totalement profanes. L'adjoint Pierre Jacky déclare alors : « Les joueurs ne connaissaient pas vraiment les règles du futsal puisque nous les adaptions dans nos championnats. Nous n’avions même pas de ballons puisque nous jouions encore avec les ballons en feutrine. Nous avions convoqué les joueurs le matin. L’après-midi, nous avons effectué une séance avec un arbitre qui nous expliquait les règles. Même nous, les entraineurs, ne connaissions pas les détails du règlement ».
Lors des premières années, « C’était très instable. À l’époque, les joueurs changeaient très souvent d’un rassemblement à un autre » se souvient Jacky en 2022. « Nous étions des joueurs de football qui pratiquaient le futsal », explique Jean-Pierre Sabani, gardien et capitaine de la sélection en 1997.
Plutôt que de naturaliser des joueurs brésiliens comme certaines sélections, la France met en place une politique de développement. À ses débuts comme sélectionneur, Pierre Jacky doit monter une équipe mélangée de footballeur et des « futsaleurs » du Nord de la France, jouant en Belgique, et de région parisienne.
En 2000, Stéphane Basson intègre la sélection alors qu'il est encore footballeur professionnel. Devenu capitaine, il devient le joueur le plus capés en son temps. Quelques années plus tard, le footballeur amateur Yannick Ansart devient un « Bleu de salle ».

#### Arrivée des spécialistes

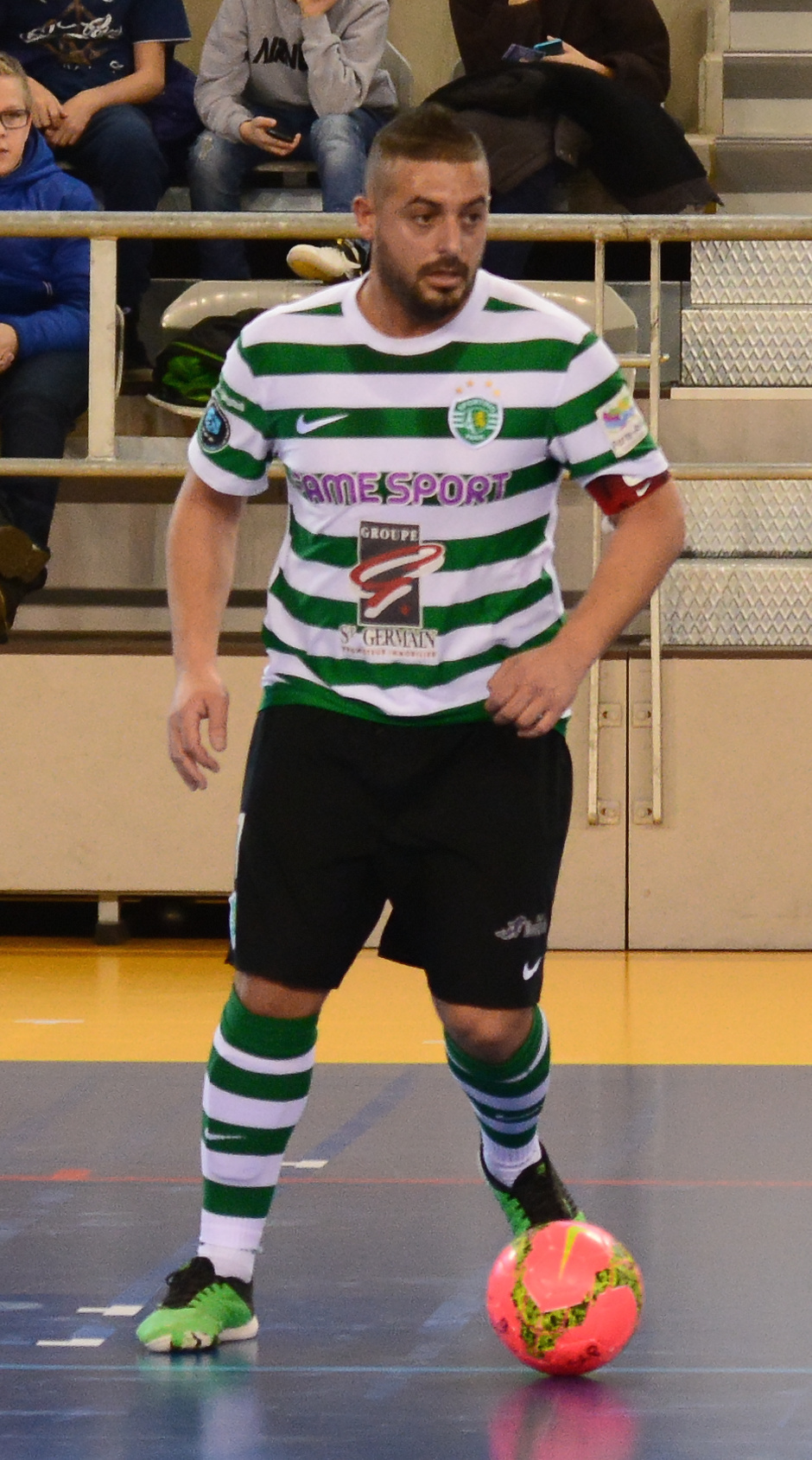
Alexandre Teixeira, meilleur buteur de l'histoire de l'équipe de France jusqu'en 2023.

Durant la deuxième moitié des années 2000, des spécialistes du futsal n'ayant pas pu devenir footballeur professionnel, comme Mustapha Otmani, Djamel Haroun et Alexandre Teixeira, s'imposent en équipe de France de salle. Ils en deviennent des cadres au point de battre le record de sélection pour Haroun et de buts marqués pour Teixeira. Des footballeurs amateurs convertis au futsal tels que Jonathan Chaulet, Samir Alla et Kamel Hamdoud intègre le groupe France à la fin de la décennie et pour la suivante.
Plusieurs joueurs passent par l'équipe de France de futsal en intégrant le monde amateur du football, après avoir échoué à devenir professionnel avant d'y percer sur le tard. Il y a Wissam Ben Yedder, seul joueur à être international A de futsal et de football, Hicham Benkaïd, Moussa Sao et Réda Rabeï. Ils deviennent des exemples concrets des apports du futsal dans la formation du jeune joueurs.
En février 2014, Jean-Marc Benammar, ancien secrétaire général du Paris Métropole Futsal, déclare : « Aujourd’hui, en France, les mecs ne veulent plus venir en équipe nationale. La sélection n’a aucune ambition et les joueurs ne sont pas défrayés, ils ne reçoivent même pas de primes. À partir de ce moment-là, à part risquer de se blesser, l’intérêt n’est pas immense ».

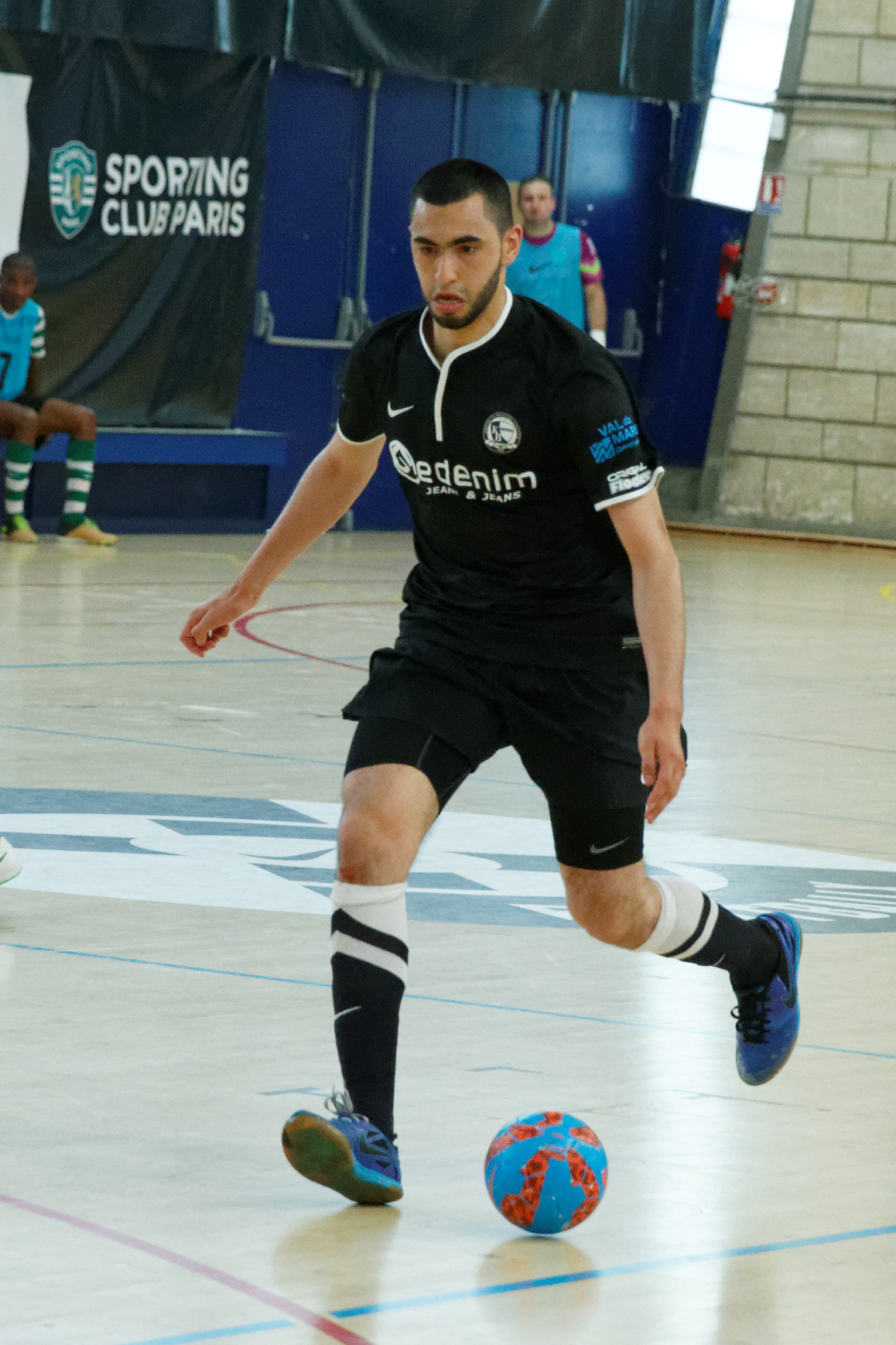
Abdessamad Mohammed, meilleur buteur de l'histoire de l'équipe de France.

Dans les années 2010, la sélection regroupe progressivement uniquement des joueurs du Championnat de France de futsal, plus quelques joueurs évoluant à l'étranger. Le groupe à l'Euro 2018 en est l'exemple : trois clubs de D1 (ACCES, Garges Djibson et le KB) fournissent dix des quatorze sélectionnés, auquel s'ajoute Haroun, deux joueurs de D2 et de Belgique. Un premier noyau de joueurs, presque systématiquement convoqués au fil des années par Pierre Jacky, débute entre 2011 et 2013 : Azdine Aigoun, Adrien Gasmi, Yassine Mohammed, Joévin Durot, Samba Kebe, Abdessamad Mohammed et Sid Belhaj. En 2014, d'origine espagnole et formé en France avant de voyager, Kévin Ramirez est naturalisé pour intégrer l'équipe de France. Enter 2015 et 2017, une nouvelle vague de joueurs, maintenant spécialises du futsal dès leur jeunesse, rajeunie le groupe : Michael de Sá Andrade, Landry N'Gala, Youba Soumaré, Souheil Mouhoudine et Boulaye Ba.
En 2021, Raphaël Reynaud devient sélectionneur. Son premier groupe comprend sept joueurs sur seize qui ne comptent encore aucune sélection, des joueurs qui ont déjà évolué en sélections de jeunes comme Matthieu Faupin ou Amin Benslama, à 18 ans, premier joueur passé par le Pôle France. Les pivots plus expérimentés Arthur Tchaptchet et Nicolas Menendez découvrent le maillot bleu.
En 2024, Reynaud énonce la démarche appliquée : « La première saison d’état des lieux nous a permis de changer le projet de jeu. L’idée était de construire un environnement stable pour les joueurs. La plupart ont été formés dans les city stades, les fives. Mes joueurs ne sont pas forcément en capacité de résoudre tous les problèmes du jeu. Le but est donc de s’appuyer sur nos dribbles, notre capacité d’inspiration. Que ça soit face au Brésil ou un autre adversaire, nous faisons la même chose ».
Catégorie:Joueur français de futsal

### Effectif actuel
Les postes mentionnés se réfèrent à ceux du football. Il faut comprendre que :
- « D - défenseurs » désigne les « meneurs de jeu »,
- « M - milieu de terrain » désigne les « ailiers / meneurs côté »,
- « A - attaquant » désigne les « pivots ».

#### Appelés récemment
Les joueurs suivants ne font pas partie du dernier groupe appelé mais ont été appelés lors des douze mois précédents la dernière sélection,.
| Pos. | Nom               | Date de Naissance | Sél. | Buts | Depuis | Club                   | Dernier appel                    |
| G    | Thibaut Garros    | 2 janvier 2003    | 12   | 0    | 2022   | UJS Toulouse           | qualif. Euro 2026, fév. 2025     |
| M    | Amin Benslama     | 13 mai 2003       | 28   | 3    | 2021   | UA Ceuti               | qualif. Euro 2026, fév. 2025     |
| A    | Arthur Tchaptchet | 2 novembre 1995   | 28   | 8    | 2021   | MNK Novo Vrijeme       | qualif. Euro 2026, fév. 2025     |
| A    | Nicolas Menendez  | 3 février 1996    | 33   | 11   | 2022   | MNK Novo Vrijeme       | qualif. Euro 2026, déc. 2024     |
| D    | Kévin Ramirez     | 10 août 1987      | 113  | 32   | 2014   | Sporting Paris         | Coupe du monde, sept. 2024       |
| M    | Matthieu Faupin   | 29 avril 2001     | 5    | 1    | 2021   | UJS Toulouse           | Coupe du monde, sept. 2024       |
| M    | Hamja Soukouna    | 11 novembre 2000  | 1    | 0    | 2024   | Nantes MF              | Coupe du monde, sept. 2024       |
| D    | Ayoub Saadaoui    | 14 décembre 1994  | 39   | 9    | 2020   | Kremlin-Bicêtre Futsal | Coupe du monde, sept. 2024       |
| G    | Joévin Durot      | 25 novembre 1985  | 48   | 0    | 2012   | FT Antwerpen           | prépa. Coupe du monde, août 2024 |

## Médias
Début 2009, la chaîne de télévision Direct 8 diffuse le dernier match de la France pour le Tournoi qualificatif à l'Euro 2010 contre la Russie, le dimanche 22 mars 2009. Il s'agit du début de médiatisation du futsal en France.
Pour son premier match de phase finale de Championnat d'Europe en 2018, face aux tenants du titre espagnols (4-4), l'équipe de France de futsal est suivie en moyenne par 340 000 téléspectateurs sur la chaîne L'Équipe, diffuseur de la compétition, avec un pic à 522 000 téléspectateurs en fin de match.
Début mars 2021, l'Équipe TV retransmet le match de qualification pour l'Euro 2022 contre la Russie (2-3).
Début octobre 2022, les Bleus débutent les éliminatoires de la Coupe du monde 2024 contre la Norvège en direct sur La Chaîne L’Équipe et FFFTV, puis se déplacent en Serbie en direct sur FFFTV, en différé sur La Chaîne L’Équipe. Il en est de même un an plus tard lors du deuxième match du tour élite contre l'Allemagne (6-2).

## Autres équipes

### Moins de 23 ans
La saison 2022-2023 voit la création d'une équipe de France des moins de 23 ans entraînée par le sélectionneur Benoît Subrin. Cette sélection est vouée à servir de vivier à l'Équipe de France A et fait ses débuts début octobre 2022 dans l'Umag Futsal Cup en Croatie.

### Moins de 21 ans
| Période     | Nom                      |
| ----------- | ------------------------ |
| 2004 à 2008 | Henri Émile              |
| 2008 à 2010 | Mohamed Belkacemi        |
| 2010-2011   | Patrick Pion             |
| 2011 à 2018 | Raphaël Reynaud          |
| 2018-2019   | Bruno Plumecocq          |
| 2019 à 2023 | Pierre-Étienne Demillier |
| depuis 2023 | Benoît Subrin            |

En l'absence de compétition internationale pour cette catégorie d'âge, l'équipe de France U21 de futsal  initialement des matchs et des tournois amicaux.
En avril 2008, l'équipe de France d'Henri Émile et de Mohamed Belkacemi, composée exclusivement de joueurs de football traditionnels issus des centres de formation professionnels, ne parvient pas à se qualifier pour le premier Euro U21 (en). Les Bleuets terminent deuxième de leur groupe, alors que seul le premier accède à la phase finale, derrière l'Italie, future finaliste de la compétition. La compétition est ensuite arrêtée.
En 2010-2011, Patrick Pion est sélectionneur de l'équipe de France des moins de 21 ans et chargé du développement du futsal auprès de la FFF.
Plusieurs internationaux A de futsal sont passés par cette sélection U21, tels que Landry N'Gala, Sid Belhaj, Boulaye Ba, Youba Soumaré, Michael de Sá Andrade. Également passés par les U21 futsal, Wissam Ben Yedder, Youssef El-Arabi, Amine Tighazoui, Anthony Knockaert, Xavier Mercier, Réda Rabeï et Abdellah Zoubir sont devenus footballeurs professionnels.

### Moins de 19 ans
L'équipe de France de futsal U19 est créée en 2016. Raphaël Reynaud devient alors sélectionneur des sélections U21 et U19, avant de ne garder que cette dernière. En février 2016, tous les joueurs convoqués sont issus des détections menées dans les compétitions inter-ligues, aboutissement de la politique menée par la Direction technique nationale.
En mars 2019, l'équipe de France échoue à se qualifier pour le premier Euro U19 se jouant en septembre de la même année, terminant second de son groupe de qualification (en). Aucun joueur passé par la sélection U19 n'est alors déjà devenu international A. En mars 2022, la sélection emmenée dorénavant par Clément Lerebours remporte son groupe du Tour élite en Serbie et se qualifie pour le Championnat d'Europe, parmi les huit meilleures équipes continentales, seulement quatre ans après la création du Pôle espoir de Lyon.
En septembre 2023, pour leur second Championnat d'Europe, les Bleuets terminent quatrièmes et derniers de leur groupe de l’Euro 2023 qui se déroule à Porec.

### Autres sélections
Au début de 2020, à la suite de la mise en place du premier Pôle espoir futsal à Lyon dirigé par le sélectionneur U19 Raphaël Reynaud, des équipes de France non-officielles U16, U17 et U18 sont formées à partir de ces joueurs du Pôle,.